# Cold Turkey (film, 1971)
Pour les articles homonymes, voir Cold Turkey.
Cold Turkey est un film américain réalisé par Norman Lear, sorti en 1971.

## Synopsis
La société Valiant Tobacco Company organise un coup publicitaire qui consiste à offrir 25 millions de dollars non imposables à toute ville américaine dont la population dans son ensemble arrêterait de fumer des cigarettes durant un mois entier. Cela attire le charismatique et ambitieux prédicateur et révérend Clayton Brooks, qui encourage la petite ville déprimée d’Eagle Rock situé dans l’Iowa, à relever le challenge mais les habitants d'abord enthousiasme vont se rendre peu à peu compte des difficultés à surmonter sa dépendance au tabac.

## Fiche technique
- Titre : Cold Turkey
- Réalisation : Norman Lear, assisté de Robert Downey Sr.
- Scénario : Norman Lear et William Price Fox Jr. d'après I'm Giving Them Up for Good de Margaret Rau et Neil Rau
- Production : Norman Lear et Bud Yorkin
- Musique : Randy Newman
- Photographie : Charles F. Wheeler
- Montage : John C. Horger
- Pays d'origine : États-Unis
- Format : Couleurs - 1,85:1 - Mono
- Genre : Comédie noire
- Durée : 99 minutes
- Date de sortie : 1971

## Distribution
- Dick Van Dyke : Révérend Clayton Brooks
- Pippa Scott : Natalie Brooks
- Tom Poston : M. Stopworth
- Edward Everett Horton : Hiram C. Grayson
- Barnard Hughes : Dr Proctor
- Jean Stapleton : Mme Wappler
- Barbara Cason : Letitia Hornsby
- Helen Page Camp : Mme Watson
- Paul Benedict : Zen Buddhist
- Simon Scott : M. Kandiss
- M. Emmet Walsh : Art
- Harvey Jason : Hypnotiseur
- Bob Newhart : Merwin Wren
- Graham Jarvis : Amos Bush
- Sudie Bond : Cissy
- Woodrow Parfrey : Cadres de la fabrique de tabac
- Walter Sande : Cadres de la fabrique de tabac